# Ron James (comique)
Ron James est un comique et acteur canadien, né à Glace Bay, Nouvelle-Écosse en 1958.
Il est présentement (en 2012) la star de sa propre série comique The Ron James Show sur la chaine anglaise de la CBC. James est apparu au festival Juste pour rire à Montréal, en tant que tête d'affiche avec son propre spectacle,.